# Roadmaster
Roadmaster är ett studioalbum med den amerikanske sångaren och låtskrivaren Gene Clark. Hans tidigare soloalbum Gene Clark (oftast kallad White Light) höstade goda recensioner, men sålde uselt, bortsett från i Nederländerna. Roadmaster utgavs ursprungligen endast i Nederländerna och bestod för det mesta av överblivet material från inspelningar i perioden maj 1970 till juni 1972. Albumet lanserades januari 1973. Roadmaster återutgavs i CD-version i USA 1994.

## Låtlista
Sida 1
1. "She's the Kind of Girl" – 2:59
2. "One in a Hundred" – 2:45
3. "Here Tonight" – 3:29
4. "Full Circle Song" – 2:44
5. "In a Misty Morning" – 4:56
6. "Rough and Rocky"  (Lester Flatt, Earl Scruggs) – 3:14

Sida 2
1. "Roadmaster" – 4:12
2. "I Really Don't Want to Know"  (Howard Barnes, Don Robertson) – 4:35
3. "I Remember the Railroad" – 2:31
4. "She Don't Care About Time" – 3:37
5. "Shooting Star" – 4:38

Alla sånger skrivna av Gene Clark, om ej annat anges.

## Medverkande
- Gene Clark — sång, akustisk gitarr, piano

Bidragande musiker
- Chris Hillman — basgitarr, sång
- Michael Clarke — trummor
- Clarence White — elgitarr, bakgrundssång
- Spooner Oldham — keyboard, bakgrundssång
- Byron Berline — violin
- Sneaky Pete Kleinow — pedal steel guitar
- David Crosby – gitarr, sång
- Roger McGuinn — gitarr, sång
- Bernie Leadon – gitarr, sång
- Rick Roberts — gitarr, sång
- Bud Shank — flöjt